# Дмитро Разумков
Дмитро Олександрович Разумков (укр. Дмитро Олександрович Разумков; рођен 8. октобра 1983) је украјински политичар, који обавља функцију председавајућег Врховне раде од 29. августа 2019. Раније је био председник странке Слуга народа.

## Биографија
Студирао је међународне економске односе на Кијевском националном универзитету Тарас Шевченко. Такође је стекао и правну диплому на Националном државном универзитету за пореску управу. 
Разумков је генерални директор украјинске Политконсалтинг групе.  Био је члан Партије региона од 2006. до 2010. године. Био је помоћник посланице украјинског парламента Валерије Матјухе (Партија региона) у периоду 2006-2007.  Разумков је био политички саветник за председничку кампању Володимира Зеленског за 2019. годину. 
Његов покојни отац Олександар Разумков је био бивши заменик секретара Савета за националну безбедност и одбрану Украјине. Разумков је ожењен и има двоје деце. 
У децембру 2019. године, Дмитро Разумков уврштен је на листу 100 најутицајнијих Украјинаца од стране магазина Фокус, заузевши 7. место на тој листи.